# Legió (dimonis)
|  | Per a altres significats, vegeu «Legió». |

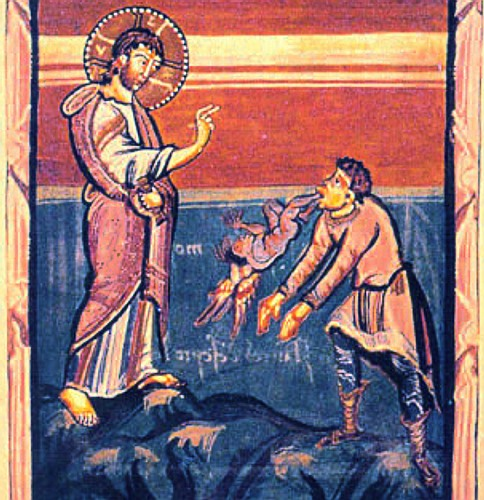
Jesús guarint l'home de Gàdara. Manuscrit il·luminat medieval

«Legió» és un grup de dimonis citats a la Bíblia cristiana. El Nou Testament esbossa una trobada on Jesús va curar un home de Gàdara posseït per dimonis mentre viatjava, coneguda com «l'exorcisme de l'endimoniat de Gerasa».

## A la Bíblia
L'Evangeli de Marc, descriu el següent al país dels gadarencs:
| « | Jesús li pregunta: «Com et dius?» Ell li respon: «Em dic "Legió", perquè som molts». ［Mc 5:5-9］ | » |

L'Evangeli de Lluc descriu el següent al país dels gadarencs:
| « | Jesús li preguntà: «Com et dius?» Ell respongué: «Legió». Perquè havien entrat en ell molts dimonis. ［Lc 8:30］ | » |

L'Evangeli de Mateu té una versió única de la història
| « | Després Jesús va arribar a l'altra banda del llac, al territori dels gadarencs, i l'anaren a trobar dos endimoniats que venien de les coves sepulcrals. Eren tan perillosos que ningú no s'aventurava a passar per aquell camí.［Mt 8:28-34］ | » |

Els dimonis que responen al nom de Legió semblen tenir por de Jesús
| « | I demanava a Jesús amb insistència que no el tragués fora d'aquell territori ［Mc 5:10］ | » |

La paraula grega chora (χώρα) que s'utilitza en la versió original grega, traduïda per "territori" en la versió de la Societat Bíblica de Catalunya, també s'utilitza amb el significat d'"espai que es troba entre dos llocs o límits" o "una extensió buida". A Lluc 8:31 el mot abissos (άβυσσος) s'utilitza amb el significat de "pou sense fons". Tot i que cap de les paraules traduïdes com a "Infern" a la Bíblia (és a dir sheol, Gehenna, Hades, Tàrtar) van ser utilitzades en el passatge, una interpretació és que li van pregar que els salvés de ser enviats de tornada a l'infern. Jesús expulsa els dimonis de l'home, amb la qual cosa els concedeix la seva petició, i els permet habitar en un ramat de porcs.［Mc 5:12］ Els porcs es van ofegar al Llac de Tiberíades.［Mc 5:13］

## Ubicació

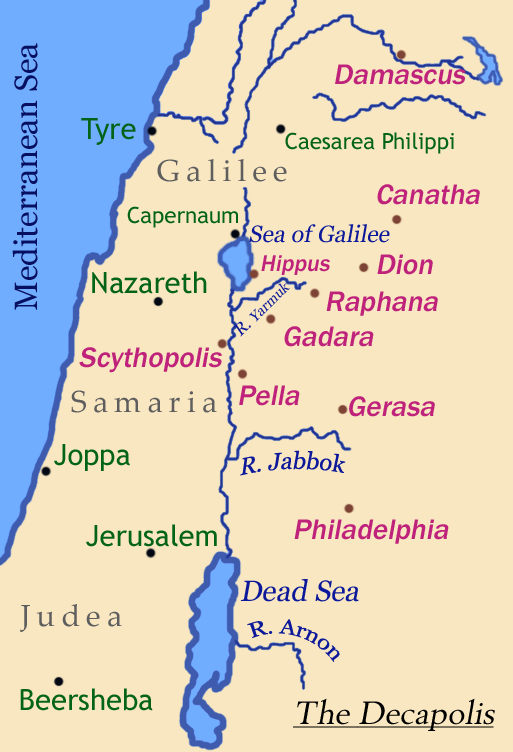
La Decàpolis amb la ubicació de Gàdara i Gèrasa.

Alguns autors donen les ruïnes de Gàdara com la ubicació de la Gèrasa bíblica. D'acord amb els relats dels Evangelis, la ubicació del miracle havia de tenir un port proper, i sepulcres dels homes que hi vivien, una àrea per pasturar porcs, una ciutat propera a la que els homes poguessin fugir, i el més important, un precipici on el ramat s'hi pogués precipitar.
La topografia del lloc té crestes i pendents costeruts des d'on els porcs "es va llançar al mar" (Mateu 8:32). Per sobre del port hi ha diversos turons que podrien coincidir amb el relat bíblic. El lloc més probable es troba al final d'una cadena de turons que té una riba descendent al mar. La riba és el lloc modern de Tell es S'alib situat prop d'es-Samrah a la zona de Qumran. Es pot veure una representació visual de la ubicació d'aquest tell a l'obra de Mendel Nun The Land of the Gadarenes. Tot i que aquest tell no pot haver tingut un pendent costerut com el que es troba a Gèrasa, té un turó que es troba amb el mar i podria donar cabuda a una "gran ramat de prop de 2.000 porcs" (Marc 05:11). A més del pendent, altres característiques del lloc semblen ser coincidents amb el relat bíblic del miracle. En les excavacions que B. De Vries va completar en 1973, es va trobar una tomba romana de l'època de Jesús en una vall a la rodalia d'es-Samrah. Això podria correspondre amb les tombes en què vivien els endimoniats. A més, es necessitava un lloc proper on els porcs haurien pasturat i "els boscos d'alzines a l'altiplà del damunt haurien proporcionat les glans que els anaven bé". Per tant, el lloc de Gàdara pot coincidir, tant textualment com geogràfica, amb el relat bíblic dels endimoniats i el ramat de porcs.